# Cas causal final
El cas causal final és un cas gramatical que s'empra en hongarès per expressar amb l'objectiu de, per aquesta raó, i també per denotar el preu que es demana o es paga per un bé. Es forma mitjançant l'addició del sufix -ért al final d'un nom.
Exemple:
- kenyér (pa) → kenyérért (per pa)
- elküldtem a boltba kenyérért (el vaig enviar a la botiga per comprar pa, o el que incorrectament podríem dir: el vaig enviar a la botiga a per pa)

Cal remarcar que l'addició del sufix no es veu alterada per l'harmonia vocàlica